# Sauce de Cuevas
Sauce de Cuevas es un caserío peruano ubicado en el distrito de Sapillica, perteneciente a la provincia de Ayabaca del departamento de Piura, al norte del Perú. 

## Ubicación
Sauce de Cuevas se ubica al suroeste de la provincia de Ayabaca, en el distrito de Sapillica, en el departamento de Piura.

## Demografía
En 2017 Sauce de Cuevas tenía una población de 147 habitantes.